# Овије ле Форж
Овије ле Форж (фр. Auvillers-les-Forges) насеље је и општина у североисточној Француској у региону Шампања-Ардени, у департману Ардени која припада префектури Шарлвил Мезјер.
По подацима из 2011. године у општини је живело 890 становника, а густина насељености је износила 108,67 становника/km². Општина се простире на површини од 8,19 km². Налази се на средњој надморској висини од 290 метара.

## Демографија
| 1962. | 1968. | 1975. | 1982. | 1990. | 1999. | 2011. |
| ----- | ----- | ----- | ----- | ----- | ----- | ----- |
| 803   | 811   | 784   | 799   | 822   | 833   | 890   |

График промене броја становника у току последњих година